# Expeditors International
Expeditors International – amerykańskie przedsiębiorstwo spedycyjne z siedzibą w Seattle zajmujące się powietrznym i morskim transportem towarów i pośrednictwem celnym. Firma oferuje też dodatkowe usługi w postaci zarządzania zamówieniami, ubezpieczania ładunków, magazynowania oraz dystrybucji. Firma nie posiada własnej floty powietrznej ani morskiej, a usługi transportowe świadczone przez nią polegają na hurtowym zakupie powierzchni ładunkowej od przewoźników i późniejszej jej odsprzedaży klientom.
Firma posiada biura w 250 krajach, a jej zagraniczne centrale znajdują się w Londynie, Szanghaju, São Paulo oraz w Bejrucie.
W 2014 roku usługi pośrednictwa celnego odpowiadały za 25% przychodów firmy, a usługi transportu powietrznego i morskiego odpowiednio za 42% i 33% przychodów.